# نوكليريا موبيوسية
نوكليريا موبيوسية (الاسم العلمي:Nuclearia moebiusii) هي نوع من الطلائعيات تتبع جنس النوكليريا من فصيلة النوكليرية.